# کشتار بابی‌ها در تهران
در سپیده دم بامداد روز 28 شوال ۱۲۶۸ هنگامی که ناصرالدین شاه از کاخ ییلاقی نیاوران عازم شکار بود، گروهی از بابیان که توسط شیخ علی عظیم مأمور شده بودند، در فاصله کوتاهی از کاخ به شاه حمله کردند. آنان عریضه به دست به موکب شاه که تنها به اتفاق چند تن ملازم رکاب پیش می‌راند، نزدیک شدند و جبران وهنی را خواستند که با کشته شدن سید علی‌محمد باب به کیش آنان وارد شده بود. به ترتیب سه تن از آنان سه تیر شلیک کردند که تیر دوم شاه را مجروح ساخت. در زد و خوردی که پیش‌آمد قراولان شاه یک تن از مهاجمان را کشتند و دو تن را دستگیر کردند. این ترور نافرجام ماند و شاه در این سوء قصد فقط جراحاتی سطحی برداشت. با این حال وی فرمان قتل‌عام بابیان را صادر کرد. بسیاری از بابیان و حتی افرادی که مشکوک به بابی بودن بودند در یک کشتار دسته جمعی هولناک با سازماندهی علماء، دولتیان، شاهزادگان قاجار، دیوان‌سالاران و تاجران در ملاء عام به نحو فجیع شکنجه و اعدام شدند. میرزا آقاخان نوری برای کاهش احتمال انتقام دستور داده بود که قربانیان بین گروه‌های مختلف مانند نظامیان، نجیب‌زادگان و استادان و شاگردان دارالفنون تقسیم شوند تا مسئولیت کشتار بین همگان تقسیم شود. بعضی را مانند سلیمان خان شمع‌آجین کردند، بعضی را به دم توپ بستند، بعضی را قطعه قطعه کردند، و بعضی را قبل از اعدام چشم از حدقه درآورند، یا پوست از پا کندند و بعد از فرو بردن در قیر داغ مجبور به دویدن کردند. چندین هزار نفر در این قتل‌عام کشته شدند.

تصویری از سلیمان‌خان تبریزی، یکی از بابیان، در حالی که شمع‌آجین شده‌است

## ترور ناصرالدین شاه قاجار

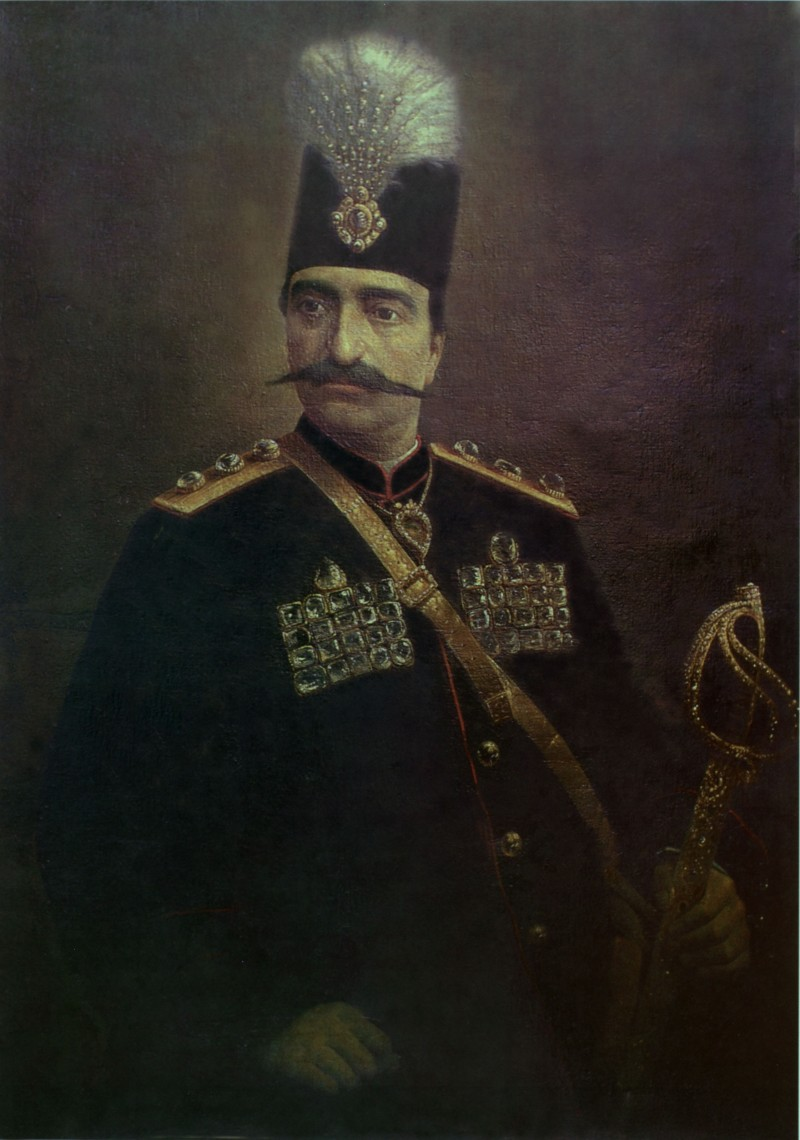
تصویری از ناصرالدین شاه

در سپیده دم بامداد روز 28 شوال ۱۲۶۸ هنگامی که ناصرالدین شاه از کاخ ییلاقی نیاوران عازم شکار بود، گروهی از بابیان که توسط شیخ علی عظیم مأمور شده بودند، در فاصله کوتاهی از کاخ به شاه حمله کردند. آنان عریضه به دست به موکب شاه که تنها به اتفاق چندتن ملازم رکاب پیش می‌راند، نزدیک شدند و جبران وهنی را خواستند که با کشته شدن سید علی‌محمد باب به کیش آنان وارد شده بود. به ترتیب سه تن از آنان سه تیر شلیک کردند که تیر دوم شاه را مجروح ساخت. در زد و خوردی که پیش آمد قراولان شاه یک تن از مهاجمان را کشتند و دو تن را دستگیر کردند.
بلافاصله بعد از سوءقصد نافرجام و در همان روزهای اول ۳۶ نفر بابی دستگیر می‌شوند. خورموجی می‌نویسد: «تفحصی بسزا درکار هر یک به عمل آمده سه چهار نفر نوری چون کفر و ارتداد ایشان به ثبوت شرعی نرسیده به جان امان یافته محبوس شدند. بقیه را بین الناس تقسیم نمودند که عموم بندگان خدا از این فیض عظمی بی نصیب نباشند.»
با این ابتکار دولتیان و روحانیون دو هدف را تعقیب می‌کردند. یکی آلوده کردن دست همه گروه‌های اجتماعی به خون بابیان، و دوم در امان بودن از حمله احتمالی بابیان به عنوان قصاص از عاملین کشتار. از این نظر هر یک از بابیان را به گروهی که متعلق به آن بوده‌اند جهت اعدام می‌سپارند. برای نمونه «میرزا نبی دماوندی که مردی عالم بوده‌است به دست معلمان دارالفنون، ملا شیخ علی که از روحانیون بوده‌است به دست علما و طلاب، محمد تقی شیرازی که کارگری ساده بوده‌است به دست عمله اصطبل و محمد علی نجف آبادی که یک سرباز بوده‌است به دست خمپاره‌چیان می‌سپارند که هرطور میل دارند آن‌ها را بکشند.»
مهد علیا بهاءالله (میرزا حسینعلی نوری) را به همراه صدر اعظم اقا خان نوری به همدستی در سو قصد به پسرش متهم می‌کرد. اما بهالله نه تنها مقصر نبود بلکه از قبل به پیروان بابی خود انذار داده بود که به هیچ وجه در قبال دادخواهی اعدام باب توسط امیرکبیر و ناصرالدین شاه، به این عمل شنیع دست نزنند. خبر تیراندازی به شاه توسط برادر صدراعظم، جعفر قلی خان به بهالله رسید و به او پیشنهاد داد مدتی در محلی به سر برد تا این هیاهو تمام شود. اما بهالله این پیشنهاد را نپذیرفت و روز بعد قصد عزیمت به اردوی شاه در نیاوران را کرد تا خود را ازین‌ اتهام مبرا سازد و حسن نیت خود را نشان دهد. در بین راه در زرگنده به دعوت میرزا مجید منشی سفارت روس مهمان آنجا شد. اما جمعی از خادمین حاجی علیخان حاجب الدوله، بهاءالله را شناختند و به حاجب الدوله از توقف بهاءالله در منزل منشی سفارت روس خبر دادند. حاجب الدوله فورا مراتب را به عرض شاه رساند. 
روسای دربار از ورود بهاءالله به جوار اردوی شاه به هراس و تعجب افتادند. ناصرالدین شاه هم بی نهایت متعجب شد که چگونه شخص متهم به اینگونه تهمت بزرگی جرئت کرده خود را در معرض انظار قرار دهد و فورا ماموری فرستاد تا بهاءالله را از منزل منشی روس تحویل گرفته و به نزد شاه بیاورد. در نهایت مامورین شاه در بین نیاوران و طهران بهاءالله را دستگیر کردند و او را با پای برهنه به طهران بردند و در زندان سیاهچال تهران محبوس کردند.

## دستگیری و کشتار برخی از پیروان کتاب بیان

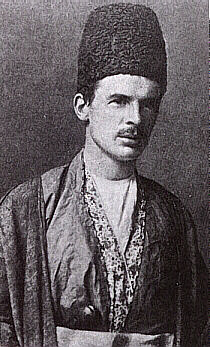
ادوارد براون

ادوارد براون می‌نویسد: دو بابی زنده مانده تحت شکنجه قرار گرفتند گر چه مجبور شدند دین و نیت خود را آشکار کنند اما از گفتن نام هر یک از هم دینان خود یا فاش کردن محل تجمعشان امتناع کردند. توداری سرسختانه آنان به هر حال بی‌فایده بود و تحقیق و بررسی شدیدی که توسط پلیس مخفی تهران آغاز شده بود منجر شد به دستگیری حدوداً چهل تن از بابیون که در خانه سلیمان خان غافلگیر شدند. پنج یا شش تن از اینها به انضمام بهاءالله که اکنون ادعای بیعت با اکثریت بزرگی از بابی‌ها را می‌کنند بخشیده شده اما بقیه همگی به مرگ محکوم شدند.
نخست‌وزیر از ترس انتقام جویی این فرقه، تصمیم به وادار کردن تمام گروه‌ها در کشتار زندانیان گرفت. برای این منظور او آن‌ها را در بین ادارات مختلف دولتی، اصناف تجار و سایر بخش‌های جامعه پخش کرد و در همان زمان به هر گروه فهماند که شاه روی وفاداری و پذیرش هر یک از گروه‌ها در نحوه برخورد و رفتار آن‌ها با قربانیان قضاوت خواهد کرد. وزارت جنگ، وزارت امور خارجه، تجار، روحانیون، درویش‌ها، پیش خدمت‌های در خدمت شاه، حتی دانشجویان دانشگاه‌ها که در آن زمان بر اساس یک مدل اروپایی تأسیس شده بود، هر یک زندانی مختص خود را دریافت کردند. انواع مرگ‌های تحمیل شده بسیار وحشتناک بودند که برخی از آن‌ها با تعصب و افراط گری وحشیانه، ترس از سوء ظن یا جنون تمام عیار به ستمگری و قساوت طراحی شده بودند. از بداقبالی بابی‌ها برخی تکه‌تکه شدند، برخی با اره از هم جدا شدند، برخی با تازیانه پوستشان کنده شد و برخی با شلیک دهانه تفنگ منفجر شدند.

### سلیمان خان
سلیمان خان بخاطر پناهگاهی که به فرقه ممنوعه داده بود از مقامش خلع شد و شکنجه‌های هولناک تری هم در انتظار او بود. فتیله‌های روشن روی زخمهای وارده روی اعضاء و بدنش گذاشته شدند، دندانهایش را از دهان بیرون کشیدند و روی فرق سرش بزور فروکردند. حتی با وجود درد و رنج شدید او شهادت می‌داد به چنین لذت پرشور و گرمی که برتر از رنج و شکنجه بود طوری‌که جلادان او با تمسخری تلخ از او پرسیدند که چرا آواز نمی‌خواند. او فریاد زد " آواز " و سپس شروع به خواندن کرد. " یک دست جام باده و یک دست زلف یار رقصی چنین میانه بازارم آرزوست.
مؤلف اخبار ناصری می‌نویسد: حاجی سلیمان خان تبریزی که کاشانه‌اش آشیانه جنجال‌برانگیزی بود با قاسم نیریزی که مدعی نیابت سید یحی بود، بعد از آنکه اعضاء ایشان بواسطه شمع‌های افروخته، مهبط انوار گردید، هر یک به چهارپاره بر دار شدند..»

### سیدحسین یزدی کاتب
ادوارد براون می‌نویسد: در بین قربانیان آن روز هولناک دو تن بودند که ما قبلاً با آنان آشنا شدیم. یکی سید حسین یزدی بود که حداقل ظاهراً مرشد خود را (در زمان اعدام سید علی محمد باب) انکار کرده بود و در آن روز دستخوش رنج و تالم شدید قرار گرفت، مرگ را نه تنها با رضایت بلکه با اشتیاق بی‌اختیاری ملاقات کرد. سید حسین یزدی را آجودان باشی و میران پنجه و سر تیپان به قتل رساندند.

### طاهره قرةالعین

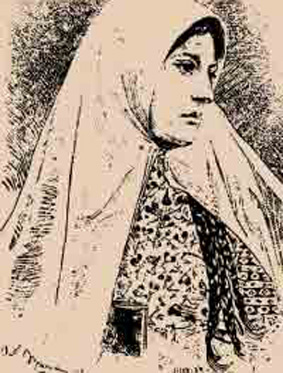
قرةالعین. او از کسانی بود که در پی ترور نافرجام ناصرالدین شاه، هم‌زمان با کشتار پیروان کتاب بیان در تهران، کشته شد.

قرةالعین نیز در این ماجرا کشته شد. او که از سال ۱۲۶۵ هجری قمری دستگیر شده بود، در زمان سوء قصد در منزل کلانتر تهران محبوس بود ولی دو هفته بعد از واقعه استنطاق و اعدام شد.
دکتر پولاک، پزشک اتریشی که در آن زمان در خدمت شاه بود، با یادداشت‌های خود به اعدام این زن واقعاً شهادت می‌دهد.

### حاج میرزاجانی کاشانی نویسنده تاریخ نقطةالکاف
حاج میرزاجانی کاشانی، فرزند حاج محمد حسن معروف به پرپا مؤلف کتاب معروف نقطةالکاف از تجار کاشان و از قدمای گروندگان غیابی به سیدعلی محمد باب بوده و جزء بیست هشت نفری است که در سال ۱۲۶۸قمری، در جریان ترور نافرجام ناصر الدین شاه به قتل رسید و در گورستان سیدولی در تهران دفن شد.

### کشته‌شدگان دیگر
برای مثال، ملا شیخ علی به علما و طلاب، سید حسن خراسانی به شاهزادگان، ملا زین‌العابدین یزدی به مستوفی‌الممالک و مستوفیان، ملا حسین خراسانی را نظام‌الملک و وزیر دول خارجه، میرزا عبدالوهاب شیرازی به بقیه اولاد صدراعظم، ملا فتح‌الله قمی و ملا علی و آقا مهدی صحاب را حجاب‌الدوله و فراشان، شیخ عباس طهرانی به امرا و خوانین، محمدباقر نجف‌آبادی به پیش‌خدمت‌های پادشاهی، محمدتقی شیرازی به امیرآخور و عمله اصطبل، محمد نجف‌آبادی به ایشک‌آقاسی‌باشی و سایر عمله سلام، میرزا محمد نیریزی به کشیک‌چی‌باشی و یوز باشیان و غلام پیش‌خدمت‌ها، محمدعلی نجف‌آبادی را خمپاره‌چیان، سید حسین یزدی را آجودان‌باشی و میران‌پنجه و سرتیپان، میرزا نبی دماوندی که مردی عالم بوده‌است به دست معلمان و متعلمان دارالفنون، میرزا رفیع مازندرانی را سواره نظام، میرزا محمد قزوینی به زنبورک‌چیان، حسین میلانی به سربازان، عبدالکریم قزوینی را توپچیان، لطف‌علی شیرازی را شاطران، نجف خمسه‌ای را کسبه شهر، حاجی میرزا جانی کاشانی (نویسنده نقطةالکاف) را به ملک‌التجار و تاجران، حسن خمسه را ناظر و مطبخیان و شربت‌داران، محمدباقر قهپایه را آقایان قاجار هر یک از نامبردگان را جماعت مجاهدان فی سبیل الله غربتاً الی الله و طلباً لمرضاته، به انواع سیاسات و عقوبات به دار بوار و خصار فرستادند. صادق زنجانی که ملتزمین رکاب به قتلش پرداختند، جسدش را پاره‌پاره در دروازه‌های شهر زینت قناره نمودند. حاجی سلیمان خان تبریزی - که کاشانه‌اش آشیانه جنجال‌انگیزی بود - با قاسم نیریزی که مدعی نیابت سید یحی بود، بعد از آنکه اعضای ایشان به‌واسطه شمع‌های افروخته، مهبط انوار گردید، هر یک به چهارپاره بر دار شدند.